# Ragnar Ring (konstnär)
Georg Sigurd Ragnar Ring, född 13 juni 1908 i Slättåkra i Hallands län, död 13 juni 1999 i Oskarström, var en svensk målare och tecknare.
Han var son till ingenjören Johan Sigurd Ring och Gertrud Sjöström. Ring bedrev konststudier via korrespondenskurser 1934–1916 och privata studier för Waldemar Lorentzon 1939–1940 samt under studieresor till Tyskland och Nederländerna. Separat ställde han bland annat ut på Tylöhus, Laholm, Falkenberg, Rydaholm och Markaryd. Han medverkade i samlingsutställningar arrangerade av Sveriges fria konstnärsförbund på ett flertal platser i landet. Hans konst består av stilleben, porträtt och surrealistiska kompositioner utförda i olja eller färgkrita. Vid sidan av sitt eget skapande utförde han reklamteckningar och illustrationer för Hallandsposten. 